# Svetogorska
La rue Svetogorska (en serbe cyrillique : Светогорска), est une rue de Belgrade, la capitale de la Serbie, située dans la municipalité urbaine de Stari grad.

## Parcours
La rue Svetogorska naît au croisement de la rue Cetinjksa et de la rue Macedonoska, dont elle constitue un prolongement. Elle se dirige vers le sud-ouest et croise les rues Vlajkovićeva, Palmotićeva et, sur la gauche, la rue Stevana Sremca avant de déboucher sur la rue Takovska.

## Architecture
Deux bâtiments classés se trouvent dans la rue. Le bâtiment de l'Académie de commerce, situé au no 48, a été édifié en 1926 dans un style académique par Jezdimir Denić ; il est inscrit sur la liste des biens culturels de la ville de Belgrade. L'immeuble de Ljubomir Miladinović, construit en 1938 par Momčilo Belobrk dans un style moderniste, est lui aussi classé.

## Culture
Le théâtre de l'Atelier 212, est situé au no 21 de la rue ; créé en 1956, on y représente essentiellement des pièces d'avant-garde.

## Éducation
L'école de droit et d'affaires de Belgrade est située au no 48.

## Économie
Deux supermarchés Mini Maxi sont situés dans la rue, l'un au no 2 de la rue et l'autre au no 31.

## Transports
La rue est desservie par la société GSP Beograd, notamment par les bus 65 (Zvezdara II – Novo Bežanijsko groblje) et 77 (Zvezdara – Hôpital de Bežanijska kosa). Les lignes de trolleybus 28 (Studentski trg – Zvezdara) et 41 (Studentski trg – Banjica II) passent également dans la rue.